# Hiệu suất thích ứng
Hiệu suất thích ứng trong môi trường làm việc đề cập đến việc điều chỉnh và am hiểu sự thay đổi ở nơi làm việc. Một nhân viên linh hoạt có giá trị và quan trọng trong sự thành công của một tổ chức. Người sử dụng lao động tìm kiếm nhân viên có khả năng thích ứng cao, do những kết quả tích cực mang lại, chẳng hạn như hiệu suất làm việc xuất sắc, thái độ làm việc và khả năng xử lý căng thẳng.  Những người thể hiện hiệu suất thích ứng cao trong một tổ chức, có xu hướng có nhiều lợi thế hơn trong các cơ hội nghề nghiệp không giống như những nhân viên không thích ứng với thay đổi.   Trong các tài liệu trước, Pulakos và các đồng nghiệp thành lập tám phương diện của hiệu suất thích nghi.

## Các phương diện của khả năng thích ứng
Pulakos et al. đã đề xuất các phương diện sau cho hiệu suất thích ứng:
- Xử lý tình huống khẩn cấp và khủng hoảng: đưa ra quyết định nhanh khi đối mặt với trường hợp khẩn cấp.
- Xử lý căng thẳng trong lực lượng lao động: giữ bình tĩnh và tập trung vào nhiệm vụ trong tầm tay khi thực hiện các nhiệm vụ có yêu cầu cao
- Giải quyết vấn đề sáng tạo: suy nghĩ bên ngoài giới hạn và sáng tạo để giải quyết vấn đề.
- Đối phó với tình huống công việc không chắc chắn và không thể đoán trước: có thể trở nên hiệu quả bất chấp các tình huống không xác định.
- Học và thao tác với công nghệ, nhiệm vụ và thủ tục mới: tiếp cận các phương pháp mới và các cấu trúc công nghệ để hoàn thành nhiệm vụ công việc.
- Thể hiện khả năng thích ứng giữa các cá nhân: đang cân nhắc quan điểm của người khác khi làm việc trong một nhóm để đạt được mục tiêu nhất định.
- Thể hiện khả năng thích ứng văn hóa: tôn trọng và quan tâm đến các nền văn hóa khác nhau.
- Thể hiện khả năng thích nghi theo hướng tự nhiên: điều chỉnh thể chất của bản thân để phù hợp hơn với môi trường xung quanh.

## Đo lường
Pulakos et al. đã phát triển một thang đo hiệu suất thích ứng dựa trên mô hình tám phương diện của chúng. Thang đo Đánh giá khả năng thích ứng công việc (JAI), chứa 132 câu hỏi (15 - 18 câu hỏi cho mỗi thứ nguyên). Một công cụ tương tự khác là thang đo I-ADAPT (I-ADAPT-M) do Ployhart và Bliese phát triển, dựa trên lý thuyết I-ADAPT của họ. Họ tập trung vào khả năng thích ứng như một đặc điểm giống như cá tính, trong đó mô tả khả năng cá nhân thích ứng với những thay đổi của tổ chức. Vì vậy, có một sự khác biệt giữa I-ADAPT-M và JAI để đo lường hiệu suất thích ứng như các hành vi. I-ADAPT-M cũng có 8 chiều (khả năng thích ứng với khủng hoảng, khả năng thích ứng với stress, khả năng thích ứng sáng tạo, khả năng thích ứng không chắc chắn, khả năng thích nghi học tập, khả năng thích ứng giữa các cá nhân, khả năng thích ứng văn hóa và khả năng thích ứng tự nhiên) với 5 mục mỗi chiều.

## Áp lực công việc
Áp lực công việc đã được coi là yếu tố chính của nhiều loại kết quả công việc, như năng suất, hành vi phi sản xuất và thay thế nhân lực.  Một nhân viên có khả năng thích ứng với thay đổi trong một tổ chức tập trung hơn và có thể giải quyết các tình huống căng thẳng. Một nhân viên không thể tha thứ cho sự căng thẳng của họ không thể tập trung vào những gì đang xảy ra trong tổ chức, chẳng hạn như thay đổi tổ chức. Làm việc với áp lực không chỉ dự đoán hiệu suất thích nghi đến một mức độ đáng kể, cũng có rất nhiều sự chồng chéo giữa hiệu suất thích nghi và khả năng ứng phó với stress.

### Đánh giá áp lực
Từ lâu người ta đã nhận ra rằng áp lực công việc thường có tác động tiêu cực đến hiệu suất công việc, nhưng kết quả ảnh hưởng của các yếu tố gây stress từ các nhận thức khác nhau có thể khác biệt. Khi đối mặt với tình huống mới, các cá nhân sẽ bắt đầu tự đánh giá khả năng và kỹ năng của mình so với các yêu cầu của tình huống, được gọi là đánh giá áp lực. Đánh giá áp lực như vậy có hai giai đoạn: thẩm định chính và thẩm định thứ cấp. Trong giai đoạn thẩm định chính, các cá nhân đánh giá các mối đe dọa tiềm năng sẽ có, liên quan đến các yêu cầu từ tình hình, các mục tiêu và giá trị của bản thân. Trong giai đoạn thẩm định thứ cấp, các cá nhân đánh giá các nguồn lực mà họ có để ứng phó với các yêu cầu đó. Kết quả thẩm định, sau hai giai đoạn, sẽ rơi vào một sự liên tục giữa hai thái cực bị thách thức và bị đe dọa. Đánh giá thách thức có nghĩa là các cá nhân cảm thấy tài nguyên của họ, như khả năng và hỗ trợ xã hội để có đủ phong phú để đáp ứng các yêu cầu của tình huống. Mặt khác, các đánh giá về mối đe dọa có nghĩa là các cá nhân không tự tin về khả năng của mình hoặc các nguồn lực khác để đáp ứng các yêu cầu về tình hình. Đánh giá mối đe dọa và đánh giá thách thức có thể ảnh hưởng đến hiệu suất công việc một cách rõ ràng.  Đối với một người, đánh giá áp lực càng thách thức (nghĩa là ít bị đe dọa hơn), hiệu suất thích ứng càng lớn. Mối quan hệ này được trung gian bởi sự tự tin vào năng lực bản thân, đó là niềm tin về khả năng của một người đối với một số nhiệm vụ nhất định. Thách thức hơn là đánh giá đe dọa sẽ dẫn đến mức độ tự tin vào năng lực bản thân cao hơn, và do đó mang lại hiệu quả thích ứng của cá nhân.

### Ứng phó với áp lực
Ứng phó, như là một hình thức phản ứng với nguồn gây áp lực, mô tả cách thức cá nhân xử lý các sự kiện căng thẳng. Nó rất gần với một chiều của hiệu suất thích ứng theo định nghĩa (tức là, chiều Xử lý Áp lực công việc), và ứng phó được đề xuất là một dạng thích ứng khác. Tuy nhiên, chúng vẫn là những công trình khác nhau. Ứng phó với áp lực có thể được chia thành nhiều phong cách và chiến lược dựa trên một số lý thuyết. Một ý tưởng chung là chia đối phó như đối phó chủ động và đối phó né  tránh. Đối phó chủ động có nghĩa là chủ động giải quyết và xử lý các sự kiện căng thẳng, như bỏ công việc căng thẳng và chuyển sang một công việc ít áp lực hơn. Ứng phó tránh né có nghĩa là để giảm căng thẳng bằng cách phớt lờ nó, giống như việc uống rượu. Một tập hợp các loại chiến lược đối phó khác bao gồm đối phó tập trung vào vấn đề và đối phó tập trung vào cảm xúc. Đối phó tập trung vào vấn đề liên quan đến việc sử dụng các kỹ năng và kiến thức để giải quyết nguyên nhân của vấn đề. Phản ứng tập trung vào cảm xúc bao gồm việc giải phóng những cảm xúc tiêu cực bằng những cách như xao nhãng hoặc từ chối. Hiệu suất thích ứng bao gồm một hỗn hợp của các chiến lược đối phó khác nhau. Do hiệu suất thích nghi liên quan đến các khía cạnh tích cực của hành vi, nó liên quan chặt chẽ hơn đến các chiến lược đối phó có tác động tích cực, như đối phó tích cực và đối phó tập trung vào vấn đề.  Do đó, hiệu suất thích ứng có nhiều khả năng chứa các hành vi như vậy trong các tình huống căng thẳng.

## Hiệu suất thích ứng nhóm

### Định nghĩa
Ngoài hiệu suất thích ứng cá nhân, các nhà tâm lý học cũng quan tâm đến hiệu suất thích ứng ở cấp độ nhóm. Hiệu suất thích ứng nhóm được định nghĩa như là một hiện tượng nổi lên mà tích dần theo thời gian từ khi mở ra chu kỳ đệ quy, nhờ đó một hoặc nhiều thành viên trong nhóm sử dụng tài nguyên của họ để thay đổi chức năng hành động hoặc cấu trúc hướng mục tiêu hoặc hành vi hiện tại nhằm đáp ứng nhu cầu dự kiến hoặc bất ngờ. Nó là một hiện tượng đa cấp phát ra khi các thành viên nhóm và các nhóm đệ quy hiển thị các quy trình hành vi và vẽ lên và cập nhật các trạng thái nhận thức nổi lên để tham gia vào sự thay đổi. Hiệu suất thích ứng của nhóm được coi là tiền đề cốt lõi và thời gian gần với sự thích nghi của nhóm, có thể được xem như là một sự thay đổi trong hiệu suất của đội để đáp ứng với một tín hiệu hoặc luồng tín hiệu nổi bật dẫn đến kết quả chức năng cho toàn bộ nhóm. Cùng với định nghĩa về hiệu suất thích ứng của nhóm, các nhà nghiên cứu đã đưa ra một mô hình bốn giai đoạn để mô tả quá trình thực hiện thích ứng của nhóm. Bốn cấu trúc cốt lõi đặc trưng cho chu kỳ thích nghi này bao gồm: (1) đánh giá tình hình; (2) lập kế hoạch; (3) thực hiện kế hoạch, thông qua các quá trình tương tác thích ứng; và (4) học nhóm, cũng như các trạng thái nhận thức nổi lên (tức là, các mô hình tâm thần được chia sẻ, nhận thức tình huống nhóm, an toàn tâm lý), là kết quả và đầu vào gần với chu kỳ này. Hiệu suất thích ứng của nhóm khác với hiệu suất thích ứng cá nhân ở một số khía cạnh. Hiệu suất thích ứng của nhóm phản ánh mức độ nhóm đáp ứng mục tiêu của nó trong một tập hiệu suất chuyển giao, trong khi hiệu suất thích ứng cá nhân phản ánh mức độ thành viên thực thi vai trò của họ trong nhóm trong suốt quá trình chuyển.  Hiệu suất thích ứng của nhóm cũng có các tiền lệ khác nhau so với hiệu suất thích ứng riêng lẻ.

### Dự đoán
Mọi người đã xác định được một số yếu tố theo ngữ cảnh và tùy ý có thể ảnh hưởng đến hiệu suất thích ứng của nhóm. Dự đoán rõ ràng và tự nhiên nhất về hiệu suất thích ứng của nhóm là đặc điểm của các thành viên trong nhóm hoặc thành phần nhóm. Thành phần nhóm liên quan đến khả năng nhận thức của thành viên có liên quan tích cực với hiệu suất thích ứng của nhóm, với hiệu quả đánh giá của các mục tiêu nhóm. Các đội có mục tiêu khó và có đội ngũ nhân viên có thành tích định hướng hiệu suất cao đặc biệt khó có khả năng thích ứng. Các nhóm có mục tiêu khó và có nhân viên với các thành viên định hướng học tập cao đặc biệt có khả năng thích nghi.  Hơn nữa, khả năng lãnh đạo, sự tận tâm, và thái độ của các thành viên trong nhóm cũng có thể ảnh hưởng đến hiệu suất thích ứng của nhóm. Các yếu tố khác có liên quan nhiều hơn đến sự tương tác giữa các thành viên trong nhóm và môi trường nhóm, như không khí học tập nhóm). Trong số đó sự phối hợp của các thành viên trong nhóm đã được chứng minh là một yếu tố có ảnh hưởng nhất. Khả năng thích ứng của các nhóm trong việc điều chỉnh hoạt động phối hợp của họ để thay đổi yêu cầu tình huống là rất quan trọng đối với hiệu suất của nhóm. Sự gia tăng mạnh mẽ hơn trong sự phối hợp thích nghi của các nhóm đã được tìm thấy có liên quan đến việc nâng cao hiệu suất. Các nhà nghiên cứu đã chỉ ra rằng việc duy trì nỗ lực phối hợp và các hoạt động ("duy trì phối hợp") là cần thiết cho hiệu suất thích ứng của đội ngũ cao. Điều này là bởi vì ngay cả với hiệu suất cá nhân được điều chỉnh tốt, quy trình làm việc ở cấp độ nhóm thường bị gián đoạn, "tràn" theo các hướng cụ thể. Tràn có thể tạo ra yêu cầu công việc quá mức cho một số thành viên trong nhóm, trong khi khuyến khích loafing xã hội trong số những người đang ở trong quá trình công việc. Điều này cho thấy rằng, mặc dù các thành viên trong nhóm có thể có ranh giới nhiệm vụ của riêng họ và hiệu suất thích ứng riêng lẻ có thể phụ thuộc vào khả năng cá nhân của mỗi thành viên, tuy nhiên với nhóm, hiệu suất thích ứng của mỗi nhân viên có thể dẫn đến việc hoàn thành nhiệm vụ nhóm chỉ khi tất cả các hoạt động được phối hợp và đồng bộ theo kiểu cách toàn diện. Không khí học tập nhóm cũng hiển thị một mối quan hệ tích cực, đáng kể với hiệu suất thích ứng của nhóm.

## Khả năng lãnh đạo
Các nghiên cứu cho thấy rằng đối với một cá nhân thể hiện khả năng lãnh đạo, họ không chỉ phải hoạt động tốt mà cả cá nhân cũng sẽ cần phải là một người học thích nghi. Một cá nhân thể hiện phẩm chất và năng suất thích nghi trong một nhóm sẽ rất có thể cũng sẽ thể hiện đặc điểm lãnh đạo mạnh mẽ. Các tổ chức đánh giá cao hiệu suất thích nghi trong các đặc điểm lãnh đạo mà một cá nhân sở hữu, vì nó đã chứng minh để giúp người lao động duy trì năng suất trong một môi trường làm việc năng động. Để các nhà lãnh đạo thực hiện thành công vai trò của họ, họ phải có khả năng giải quyết hiệu quả các nhiệm vụ và cũng có thể vượt qua các thách thức xã hội. Hiệu suất thích ứng là một đặc điểm quan trọng để có khi trở thành nhà lãnh đạo của một tổ chức bởi vì nó hỗ trợ trong việc xử lý thành công bất kỳ tình huống tại nơi làm việc nào có thể phát sinh và giúp tổ chức tiến bộ. Thay vì chống lại sự thay đổi tại nơi làm việc, một trưởng nhóm với hiệu suất thích ứng thiết lập một hành vi mới phù hợp với tình hình để chuyển một vấn đề tiềm năng thành một kết quả tích cực. Loại lãnh đạo chính xác tạo ra sự thay đổi tích cực trong các đặc điểm của khả năng thích ứng của một nhóm để hỗ trợ trong việc duy trì một lực lượng lao động lành mạnh và tích cực. Các nhân viên thể hiện hiệu suất thích ứng trong lãnh đạo đã đặt ra một ví dụ cho các đồng nghiệp của họ cụ thể trong việc giới thiệu cách tốt nhất để chuẩn bị và xử lý sự thích ứng trong khi xảy ra các thay đổi về tổ chức. Hiệu suất thích ứng trong lãnh đạo được các nhà tuyển dụng đánh giá cao bởi vì một nhân viên trưng bày hai đặc điểm này có xu hướng minh họa và thúc đẩy hành vi thích nghi trong các cá nhân khác trong lực lượng lao động.

### Lãnh đạo chuyển đổi
Trong các tình huống tổ chức nơi mà khả năng thích ứng với môi trường và những thách thức khó khăn xảy ra thường xuyên, một cá nhân có quyền lãnh đạo chuyển đổi được ưu tiên. Lãnh đạo chuyển đổi là một phong cách lãnh đạo khuyến khích các thành viên trong nhóm tưởng tượng ra những ý tưởng mới về thay đổi và hành động theo những ý tưởng này để giúp xử lý các tình huống nhất định. Phong cách lãnh đạo đặc biệt này thường được sử dụng trong các tổ chức, do kết quả tích cực của nó như sự tham gia công việc cao hơn, động lực và sự sáng tạo trong nhân viên.
Nghiên cứu năm 2010 của Parker và Mason giới thiệu mối quan hệ giữa lãnh đạo chuyển đổi với sự thích nghi công việc và hiệu quả công việc. Nghiên cứu nói rằng lãnh đạo chuyển đổi liên quan đến hiệu suất thích ứng bằng cách giúp các thành viên trong nhóm trở nên sáng tạo theo các chiến lược khác nhau khi tiếp cận một tình huống nhất định và cuối cùng dẫn đến hiệu suất cao hơn. Sáng tạo và xử lý các tình huống căng thẳng mà trưởng nhóm cũng như nhóm nghiên cứu minh họa các khía cạnh của hiệu suất thích nghi. Phong cách lãnh đạo đặc biệt này cũng đã được chứng minh là một động lực thúc đẩy hành vi của hiệu suất và khả năng thích ứng trong nhân viên.  Một cá nhân thể hiện khả năng lãnh đạo chuyển đổi có khả năng khuyến khích hành vi thích nghi và hiệu quả hơn trong các thành viên trong nhóm thông qua trình bày các ý tưởng mới và các kết quả có thể có ở nơi làm việc.

### Lãnh đạo và đưa ra quyết định thích nghi
Một cá nhân thể hiện khả năng thích ứng lãnh đạo là người có thể điều chỉnh suy nghĩ và hành vi của họ để đạt được phản ứng thích hợp cho các tình huống phức tạp giúp họ đưa ra quyết định phù hợp. Một nhà lãnh đạo phải đưa ra quyết định và có thể thích ứng với bất kỳ thay đổi tổ chức nào để nhóm nghiên cứu duy trì năng suất tập thể tại nơi làm việc.  Một nhà lãnh đạo thích ứng đưa ra quyết định thực hiện một hành động cụ thể để phù hợp hơn với tổ chức và giúp nó trở nên hiệu quả hơn. Bởi một nhà lãnh đạo hiển thị hiệu suất thích ứng khi đưa ra quyết định, trưởng nhóm cho thấy nhận thức của họ về một tình huống dẫn đến các hành động và chiến lược mới để thiết lập lại sự phù hợp và hiệu quả. Các tổ chức đánh giá đặc điểm của việc đưa ra quyết định thích nghi trong một cá nhân khi nó thể hiện sự hiểu biết và điều chỉnh khả năng của một cá nhân đối với một tình huống khó khăn hơn nữa trong việc đưa ra quyết định.